# Елмор (окръг, Айдахо)
Вижте пояснителната страница за други значения на Елмор.
Окръг Елмор (на английски: Elmore County) е окръг в щата Айдахо, Съединени американски щати. Площ – 8030 km² (3,15% от площта на щата, 8-о място по големина). Население – 26 823 души (2017), 1,9% от населението на щата, гъстота 3,34 души/km². Административен център град Маунтин Хоум.
Окръгът се намира в югозападната част на щата. Граничи със следните окръзи: на запад – Ейда, на север – Бойзи, на североизток – Къстър и Блейн, на изток – Камас, на югоизток – Гудинг, на юг – Оуайхи. Южната част на окръга е заета от средната част на обширната междупланинска равнина на река Снейк, като тук надморската височина варира от 730 до 950 m. Северната част на окръга е заета от южните разклонения на мощния планински хребет Сотут (част от Скалистите планини). В него, на границата с окръзите Къстър и Блейн се издига връх Сноусайд (3246 m). В южната част на окръга и частично по границата с окръг Оуайхи протича част от средното течение на река Снейк (ляв приток на Колумбия). На север, по границата с окръг Бойзи, в дълбока долина преминава горното течение на река Бойзи (десен приток на Снейк), а отляво в нея се влива река Саут Бойзе (протича изцяло по територията на окръга), на която е изграден язовир „Андерсън“.
Най-голям град в окръга е административният център Маунтин Хоум 14 206 души (2010 г.), а втори по големина е град Гленс Фери 1319 души (2010 г.).
През окръга преминават участъци от 1 междущатска магистрала и 3 междущатски шосета:
- Междущатска магистрала  – 60 мили (96,5 km), от северозапад на югоизток;
- Междущатско шосе  – 63 мили (101,4 km), от запад на изток, в т.ч. пред административния център Маунтин Хоум;
- Междущатско шосе  – 60 мили (96,5 km), от северозапад на югоизток, като изцяло се дублира с Междущатска магистрала ;
- Междущатско шосе  – 60 мили (96,5 km), от северозапад на югоизток, като изцяло се дублира с Междущатска магистрала .

Окръгът е образуван на 7 февруари 1889 г. и е наименуван по името на голямото находище на сребро и злато в щата, разработвано през 1860-те години.